# Willy Rodel
Willy Rodel (Gersau, 14 oktober 1949) is een Zwitsers componist, dirigent en trombonist.

## Levensloop
Rodel kreeg zijn eerste muzieklessen als trombonist in de Musikgesellschaft Gersau. Hij studeerde harmonie en muziektheorie alsook orkestdirectie bij Heini Menet aan de Muziek-Academie Zürich in Zürich. Hij is tegenwoordig dirigent van de Musikgesellschaft Berg am Irchel, de Musikverein Alpenrösli Wängi, de Dorfmusik Bachenbülach en de Musikgesellschaft Üsslingen. Hij was ook dirigent van verschillende andere blaasorkesten zoals Verkehrspersonalmusik Winterthur (1988 - 1991) en de Harmonie Wollishofen (1990-1994). Als trombonist is hij lid van de Musikgesellschaft Weggis (sinds 1971). 
De componist Rodel schrijft vooral voor harmonieorkest.

## Composities

### Werken voor harmonieorkest
- Consolation - Choral-Rock
- INFRA 2000, mars
- Kleine Tänzerin wals
- Papillon, wals
- Paradiso, mars